# Svankær
Svankær eller Svankjær (gl. stavemåde, stadig i brug lokalt) er en landsby i Thy, i Hvidbjerg Vesten Å Sogn. Landsbyen hører til Thisted Kommune og ligger i Region Nordjylland.
Mod vest grænser Svankær op til Nationalpark Thy, 4 km nordøst for landsbyen ligger Ovesø, og 1 km mod øst strømmer Hvidbjerg Å.
I Svankær ligger Hvidbjerg Kirke (Svankær Kirke), der blev opført i 1100-tallet i romansk stil.
Svankær absorberede til nord den mindre landsby Hvidbjerg, som nu anses som værende en del af Svankær.
I Svankær lå Svankjær Efterskole, der åbnede i 1977 og lukkede i 2016. Knap 3000 elever har gået på efterskolen. Den gamle efterskole ligger nu hus til et kollegie.
Svankær hørte frem til Kommunalreformen i 2007 til Sydthy Kommune i Viborg Amt.